# Tina Charles (Sängerin)
Tina Charles (* 10. März 1954 in London; eigentlich Tina Hoskins) ist eine britische Pop- und Disco-Sängerin.

## Werdegang
Tina Hoskins begann ihre Karriere als Livesängerin 1968 in einer Soldatenbar in Ruislip bei London. Bereits ein Jahr später veröffentlichte sie ihre ersten Aufnahmen, unter anderem das gemeinsam mit dem damals noch unbekannten Elton John gesungene Good to Be Alive bei CBS, und trat als Sängerin in der TV-Show The Two Ronnies auf.
Es folgte ihre erste Band, Northern Lights, in der sie zum ersten Mal mit Martin Jay zusammentraf. Drittes Mitglied war Nicky North. Sie veröffentlichten in den Jahren 1969 und 1970 vier erfolglose Singles und trennten sich wieder. In den folgenden beiden Jahren hieß die Band von Tina Charles Wild Honey; danach arbeitete sie wieder solo als Studiosängerin. Neben eigenen Veröffentlichungen war sie unter anderem als Interpretin von Coverversionen aktueller Hits in einer Albumserie namens Top of the Pops tätig.
Im Jahr 1974 entstand, wieder mit Martin Jay, die Studioband Airbus, die sich kurz darauf in 5000 Volts umbenannte und unter diesem Namen den Nummer-eins-Hit I’m on Fire landen konnte. Obwohl Tina Charles das Lied und auch die Folgesingle Motion Man sang, wurde sie kein festes Mitglied der Band.
So verfolgte sie ihre Solokarriere weiter, für die sie den erfolgreichen Disco-Produzenten Biddu gewinnen konnte. Mit You Set My Heart on Fire hatte sie zwar in Europa noch keinen Erfolg, aber einen Discohit in den USA. Bereits die zweite Veröffentlichung I Love to Love (But My Baby Loves to Dance) wurde im Frühjahr 1976 ein europaweiter Hit, und in ihrer Heimat stand sie damit drei Wochen lang auf Platz 1. 
Die nachfolgenden Singles Love Me Like a Lover, Dance Little Lady Dance und Dr. Love waren alle im selben Jahr weitere große Erfolge, die hohe Chartplätze erreichten. Ein Album mit dem Titel Dance Little Lady blieb aber trotz der vielen Hits weitgehend unbeachtet.
Im folgenden Jahr konnte sie zwar nicht an die ganz großen Platzierungen anknüpfen, dennoch hatte sie mit Rendezvous, Fallin’ in Love in Summertime und dem Medley Love Bug / Sweets for My Sweet, Letzteres ein Cover des Searchers-Hits, weitere Top-40-Hits, und auch das zugehörige Album Heart ’n’ Soul erreichte in ihrer Heimat die Top 40. Im Juni 1977 brachte sie einen Sohn auf die Welt, woraufhin sie ihre Musikkarriere erst einmal in den Hintergrund stellte. 
Mit I’ll Go Where Your Music Takes Me hatte sie im März 1978 ihren letzten Charthit. Als nach zwei Jahren ihre Ehe in die Brüche ging, kehrte sie wieder ins Aufnahmestudio zurück, aber das 1980 veröffentlichte Album Just One Smile wurde ein Flop.
Mitte der 1980er Jahre kehrte ihre Musik noch einmal in das öffentliche Interesse zurück. Ein von Sanny X produzierter Remix ihres größten Hits I Love to Love erreichte in Europa noch einmal die Top 10, und in der Folge konnte sich auch Dance Little Lady noch einmal in einigen Ländern platzieren, aber eine zweite Karriere für Tina Charles wurde nicht daraus.
Im August 2006 war der Song Higher von Sanny X, für den er sich Tina Charles als Gastsängerin dazugeholt hatte, ein Nummer-5-Hit in den US Billboard Dance Charts.

## Diskografie
Alben
- 1976: I Love to Love (UK: Silber)
- 1976: Dance Little Lady (UK: Silber)
- 1977: Heart ’n’ Soul
- 1977: Tina Sings
- 1978: Greatest Hits
- 1980: Just One Smile
- 2008: Listen 2 the Music

Singles
- 1969: Nothing in the World
- 1969: In the Middle of the Day
- 1969: Good to Be Alive (Backgroundsänger: Elton John)
- 1974: Fly Away (mit Airbus)
- 1975: Bye Love (mit 5000 Volts)
- 1975: I’m on Fire (mit 5000 Volts)
- 1975: Motion Man (mit 5000 Volts)
- 1975: You Set My Heart on Fire
- 1976: I Love to Love (But My Baby Loves to Dance)
- 1976: Love Me Like a Lover
- 1976: Dance Little Lady Dance
- 1976: I Can‘t Dance to That Music You’re Playin‘
- 1976: Dr. Love
- 1976: Hold Me
- 1977: Rendezvous
- 1977: Fallin’ in Love in Summertime
- 1977: Love Bug / Sweets for My Sweet (Medley)
- 1978: I’ll Go Where the Music Takes Me
- 1986: I Love to Love (Remix)
- 1987: Dance Little Lady ’87
- 2005: Higher (Sanny X feat. Tina Charles)
- 2014: I Love to Love (feat. Traumton)

## Auszeichnungen für Musikverkäufe
| Silberne Schallplatte - Frankreich - 1987: für die Single I Love To Love Goldene Schallplatte - Kanada - 1976: für das Album I Love to Love - 1976: für die Single Dance Little Lady Dance |

Anmerkung: Auszeichnungen in Ländern aus den Charttabellen bzw. Chartboxen sind in ebendiesen zu finden.
| Land/RegionAuszeichnungen für Musikverkäufe (Land/Region, Auszeichnungen, Verkäufe, Quellen) | Silber     | Gold     | Platin | Verkäufe  | Quellen         |
| -------------------------------------------------------------------------------------------- | ---------- | -------- | ------ | --------- | --------------- |
| Frankreich (SNEP)                                                                            | Silber1    | —        | —      | 250.000   | infodisc.fr     |
| Kanada (MC)                                                                                  | —          | 2× Gold2 | —      | 125.000   | musiccanada.com |
| Vereinigtes Königreich (BPI)                                                                 | 5× Silber5 | Gold1    | —      | 1.180.000 | bpi.co.uk       |
| Insgesamt                                                                                    | 6× Silber6 | 3× Gold3 | —      |           |                 |